# Felix Hassenfratz
Felix Nicolas Julien Hassenfratz (* 1981 in Heilbronn) ist ein deutscher Filmregisseur und Drehbuchautor.

## Leben
Felix Hassenfratz arbeitete nach dem Abitur als freier Autor und Redakteur für Magazinbeiträge, als Setfotograf und Regieassistent, u. a. für Romuald Karmakar. Von 2004 bis 2007 studierte er Filmregie an der Internationalen Filmschule Köln (ifs). Sein dortiger Abschlussfilm ist der Kurzspielfilm Der Verdacht, der u. a. mit dem Deutschen Kurzfilmpreis in der Kategorie „Bester Spielfilm“ ausgezeichnet wurde. Der Film lief auf den Filmfestivals in Montréal, Palm Springs, Buenos Aires und St. Petersburg. 2011 wurde seine Regiearbeit für die Dokureihe Schnitzeljagd im Heiligen Land mit dem Grimme-Preis ausgezeichnet.
Das Kino-Debüt Verlorene wurde ins offizielle Programm der 68. Berlinale 2018 eingeladen und in der „Sektion Perspektive Deutsches Kino“ uraufgeführt. Der Film wurde vielfach ausgezeichnet.
Felix Hassenfratz ist Mitglied der Deutschen Filmakademie. Im Frühjahr 2019 war er Stipendiat der Villa Aurora Los Angeles. Er unterrichtet u. a. im Bereich Stoffentwicklung & Drehbuch regelmäßig an der Internationalen Filmschule Köln.

## Filmografie (Auswahl)
- 2006: Herzton
- 2006: Der Bäcker war’s
- 2007: Der Verdacht
- 2009: Wo keiner mehr ist / A Triangle Dialogue
- 2010: Schnitzeljagd im Heiligen Land
- 2018: Verlorene

## Auszeichnungen (Auswahl)
Frieda - kalter Krieg
- 2022: Deutscher Drehbuchpreis - Nominierung für das beste unverfilmte Drehbuch[5]

Verlorene
- 2020: Jupiter Filmpreis, Nominierung: Maria Dragus (HR Maria) als Beste Darstellerin National[6]
- 2019: Festival des deutschen Films - Nominiert für den Filmkunstpreis & Rheingold Publikumspreis[7]
- 2019: Filmfestival Max-Ophüls-Preis, MOP – Watchlist[8]
- 2018: Internationales Filmfest Emden-Norderney – NDR-Spielfilmpreis[9]
- 2018: 40. Biberacher Filmfestspiele – Bestes Spielfilmdebüt[10]
- 2018: Kinofest Lünen – Hans W. Geißendörfer Drehbuchpreis[11]
- 2018: MFG Star – Gewonnen[12]
- 2018: Internationales Filmfest Emden-Norderney – Nominierung: SCORE Bernhard Wicki Preis, Beste Regie[13]
- 2018: Deutsche Film- und Medienbewertung (FBW) – Prädikat besonders wertvoll[14]
- 2018: Filmschau Baden-Württemberg – Nominiert für den Baden-Württembergischen Filmpreis[15]
- 2018: Deutscher Regiepreis Metropolis – Nominiert für das beste Debüt[16]
- 2018: 68. Berlinale – Nominiert für den Kompass Perspektive Preis[17]

Schnitzeljagd im Heiligen Land (Dokureihe)
- 2011: Grimme-Preis Gewinner 2011 in der Kategorie „Sonderpreis Kultur des Landes NRW“[18]
- 2011: CFF Filmpreis David - Nominierung[19]
- 2012: Prix Jeunesse - Nominierung[20]

Der Verdacht
- 2008: Deutscher Kurzfilmpreis 2008  in der Kategorie „Bester Spielfilm“[21]
- 2008: Panther Award des Internationalen Festivals der Filmhochschulen München: Bester deutscher Film – ex aequo mit Auf der Strecke von Reto Caffi[22]
- 2008: First Steps Award – Nominierung in der Kategorie „Bester Kurzspielfilm“
- 2008: Gewinner des Studio Hamburg Nachwuchspreises in der Kategorie „Bestes Drehbuch“[23]
- 2008: BMW Kurzfilmpreis – II. Jurypreis des Landshuter Kurzfilmfestivals[24]
- 2007: Prädikat: Besonders Wertvoll – Kurzfilm des Monats der Filmbewertungsstelle[25]
- 2007: Aufnahme in den Katalog der AG Kurzfilm[26]
- 2015: Dekalog Filmpreis der Guardini Stiftung[27]

### Andere
- 2006: NIL Kurzfilmpreis